# Douglas Robinson
Douglas Francis Robinson (Plymouth, Montserrat, 12 d'agost de 1864 – Londres, 19 de gener de 1937) va ser un jugador de criquet britànic, que va competir a finals del segle xix i primers de xx. El 1900 va prendre part en els Jocs Olímpics de París, on guanyà la medalla de plata en la competició de Criquet a XII com a integrant de l'equip francès.